# Lavaufranche
Lavaufranche este o comună în departamentul Creuse din centrul Franței. În 2009 avea o populație de 246 de locuitori.

## Evoluția populației
| An        | 1975 | 1982 | 1990 | 1999 | 2006 | 2009 |
| --------- | ---- | ---- | ---- | ---- | ---- | ---- |
| Populație | 367  | 304  | 231  | 246  | 236  | 246  |